# HD 211364
HD 211364，又名CD-2317344，SAO 191021、HR 8497，是一颗恒星，视星等为6.17，位于銀經30.73，銀緯-54.95，其B1900.0坐标为赤經22h 11m 26.1s，赤緯-23° -54.95′ 14″。